# Distretto di Pogradec
Il distretto di Pogradec (in albanese: Rrethi i Pogradecit)  era uno dei 36 distretti amministrativi dell'Albania. 	
La riforma amministrativa del 2015 ha ricompreso il territorio dell'ex distretto nel comune di Pogradec, accorpando a questo 7 comuni.

## Geografia antropica

### Suddivisioni amministrative
Il distretto comprendeva un comune urbano e 7 comuni rurali.

#### Comuni urbani
- Pogradec

#### Comuni rurali
- Buçimas
- Çërravë
- Dardhas
- Proptisht (Propisht)
- Trebinjë (Trabinjë)
- Udenisht
- Velçan